# Szívós Mária
Szívós Mária (Budapest, 1949. december 8. –) magyar jogász, bíró, címzetes egyetemi tanár. 2011 és 2023 között az Alkotmánybíróság tagja.

## Életpályája
Szegeden szerzett jogi diplomát 1978-ban, a József Attila Tudományegyetem állam és Jogtudományi Karán, 1984-ben tett jogi alapvizsgát. A rendszerváltás előtt ügyvédként dolgozott Csongrád megyében. 1993-ban lett bíró a budapesti II. és III kerületi bíróságon, büntető ügyszakon. 1995 óta tanít a Pázmány Péter Katolikus Egyetem jogi karán.
2000-ben került a Fővárosi Bíróságra, 2001-től a bíróság titkárságvezető-helyettese. 2002-től a Fővárosi Bíróság Büntető Kollégiumának bírája, majd kinevezett fővárosi bíró. 2008-tól a Fővárosi Bíróság Büntető Kollégiumának tanácselnöke.
2011 júniusában az országgyűlés az Alkotmánybíróság tagjává választotta Pozícióját szeptember elsejével vette át, megbízatása tizenkét évre szólt, ami 2023-ban járt le.

## Kitüntetése
- A Magyar Érdemrend parancsnoki keresztje a csillaggal (2024)